# Pieve di Nesso
La pieve di Nesso fu per secoli una ripartizione della provincia di Como e della diocesi di Como.

## La pieve
Sotto il profilo ecclesiastico, la pieve di Nesso aveva giurisdizione non solo su una serie di chiese situate sulla sponda orientale del ramo comasco del Lario, ma anche su altre collocate sulla riva opposta. Situazioni analoghe, con il lago a dividere il territorio plebano, si registrarono anche per la pieve d'Isola e per la pieve di Mandello. La presenza di un arciprete a Nesso è documenta a partire da uno scritto di papa Lucio III datato 1184. Nel 1295, il sacerdote soprintendeva a un collegio di altri sette sacerdoti.
Da un punto di vista civile, la suddivisione amministrativa della pieve fu razionalizzata dall'imperatrice Maria Teresa che riconobbe i seguenti 11 comuni:
- Brienno
- Carate
- Careno
- Laglio
- Lemna
- Molina
- Nesso
- Palanzo
- Pognana
- Veleso
- Zelbio